# Avtandil Ebralidze
Avtandil Ebralidze, známý i jako Avto (gruzínsky ავთანდილ ებრალიძე; * 3. října 1991, Tbilisi), je gruzínský fotbalový útočník a reprezentant, který v současnosti působí v portugalském klubu Gil Vicente.

## Reprezentační kariéra
V A-mužstvu Gruzie debutoval 15. 10. 2013 v kvalifikačním utkání v Albacete proti domácímu týmu Španělska (porážka 0:2).